# Lijst van partijleiders van de KVP
De partijleider van de Katholieke Volkspartij (KVP) was van 1946 tot 1977 de voorman van de partij en tijdens de Tweede Kamerverkiezingen de lijsttrekker. Meestal bekleedde de partijleider de functie van fractievoorzitter in de Tweede Kamer maar soms nam de partijleider zitting in een kabinet.
De vijf KVP-ers die minister-president waren Louis Beel (1946–1948 en 1958–1959), Jan de Quay (1959–1963), Victor Marijnen (1963–1965), Jo Cals (1965–1966) en Piet de Jong (1967–1971) waren zelf nooit partijleider. De eerste partijleider was mede-oprichter Carl Romme.

## Partijleiders
| Partijleiders                                           | Partijleiders               | Partijleiders                               | Termijn                            | Leeftijd | Functie(s) als leider / Overige functie(s)                                                                             | Functie(s) als leider / Overige functie(s) | Lijsttrekker             |
| ------------------------------------------------------- | --------------------------- | ------------------------------------------- | ---------------------------------- | -------- | --- | --- | ------------------------ |
|                                                         | C.P.M. (Carl) Romme         | mr. C.P.M. (Carl) Romme (1896–1980)         | 10 januari 1946 – 17 februari 1961 | 49–64    | Lid Tweede Kamer (1946–1961) Fractievoorzitter Tweede Kamer (1946–1960)                                                | Lid Tweede Kamer (RKSP) (1933) Lid Eerste Kamer (RKSP) (1937) Minister van Sociale Zaken (RKSP) (1937–1939) Lid Raad van State (1962–1970) Minister van staat (1971–1980)                       | 1946 1948 1952 1956 1959 |
| Vacant (17 februari 1961 – 15 augustus 1961)            |                             |                                             |                                    |          | | |                          |
|                                                         | W.L.P.M. (Wim) de Kort      | dr. W.L.P.M. (Wim) de Kort (1909–1993)      | 15 augustus 1961 – 7 december 1963 | 52–54    | Lid Tweede Kamer (1952–1966) Burgemeester van Nieuw-Ginneken (1960–1974) Fractievoorzitter Tweede Kamer (1961–1963)    | Lid Tweede Kamer (1945–1952) | 1963                     |
|                                                         | W.K.N. (Norbert) Schmelzer  | drs. W.K.N. (Norbert) Schmelzer (1921–2008) | 7 december 1963 – 28 april 1971    | 42–50    | Lid Tweede Kamer (1963–1971) Fractievoorzitter Tweede Kamer (1963–1971)                                                | Staatssecretaris van Binnenlandse Zaken (1956–1959) Lid Tweede Kamer (1959) Staatssecretaris van Algemene Zaken (1959–1963) Lid Eerste Kamer (1971) Minister van Buitenlandse Zaken (1971–1973) | 1967                     |
|                                                         | G.H. (Gerard) Veringa       | dr. G.H. (Gerard) Veringa (1924–1999)       | 28 april 1971 – 1 oktober 1971     | 47       | Minister van Onderwijs en Wetenschappen (1967–1971) Lid Tweede Kamer (1971–1972) Fractievoorzitter Tweede Kamer (1971) | Minister van Cultuur, Recreatie en Maatschappelijk Werk (1971) Lid Raad van State (1972–1994)                                                                                                   | 1971                     |
|                                                         | F.H.J.J. (Frans) Andriessen | mr. F.H.J.J. (Frans) Andriessen (1929–2019) | 1 oktober 1971 – 25 mei 1977       | 42–48    | Lid Tweede Kamer (1967–1977) Fractievoorzitter Tweede Kamer (1971–1977)                                                | Minister van Financiën (1977–1980) Lid Eerste Kamer (1980–1981) Eurocommissaris (1981–1993) | 1972                     |
| Vacant (25 mei 1977 – 27 september 1980)                |                             |                                             |                                    |          | | |                          |
| Bron: Katholieke Volkspartij (KVP) Parlement & Politiek |                             |                                             |                                    |          | | |                          |